# Matthew Locke (Komponist)

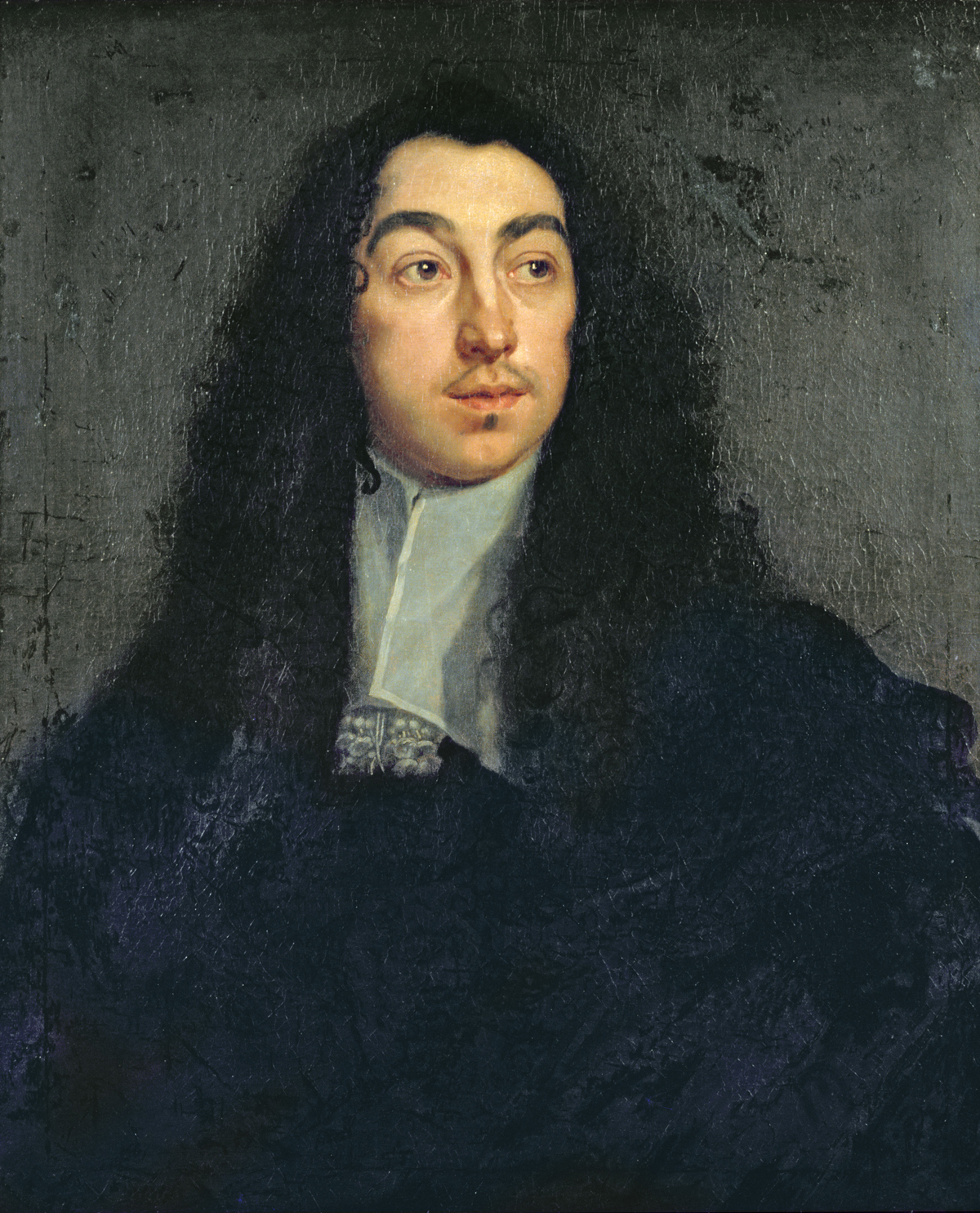
Matthew Locke.

Matthew Locke (* 1621 in Exeter; † August 1677 in London) war ein englischer Komponist der Barockzeit.

## Leben
Matthew Locke wurde in seiner Jugend an der Kathedrale St. Peter in Exeter, unter Edward Gibbons, dem Bruder von Orlando Gibbons, als Chorknabe ausgebildet. Danach studierte er bei dem Organisten William Wake. 1648 war Locke in Den Haag, wohin im Bürgerkrieg die Stuarts zeitweise ihren Exilhof verlagert hatten; in dieser Zeit konvertierte er zum Katholizismus. Etwa um 1651 kehrte er nach England zurück und begann mit der Zusammenstellung seines Partiturbuches, in dem er seine Kammermusik sammelte. Er ließ sich in Hereford nieder, wo viel Kammermusik für öffentliche Konzerte entstand. In der zweiten Hälfte der 1650er Jahre kehrte er nach London zurück, wo er sich vermehrt den Musikdramen widmete, der einzigen Form des Theaters, die unter Oliver Cromwell erlaubt war. Nach der Restauration war er ab 1661 unter Karl II., Composer in the Private Music und Composer for the Violins und ab 1662 Organist an der katholischen Kapelle, bis 1671 wirkte er im St James’s Palace und später in Somerset House.
Locke schrieb in dieser Zeit viele Schauspielmusiken und Masques, zum Beispiel zu Thomas Shadwells „Psyche“ (1675), die auch ein Anwärter auf die Bezeichnung „erste Oper Englands“ ist, jedoch nicht so großen Erfolg hatte wie „Cupid and Death“ (1653). Im Jahr 1674 wurden noch Lockes Werke „Macbeth“ (ein Stück von William Davenant) und „The Tempest“ (von Thomas Shadwell nach Shakespeare) uraufgeführt, aber nur drei Jahre später starb er 56-jährig in London. Nach seinem Tod übernahm sein Schüler Henry Purcell das Amt des Organisten der Westminster Abbey.

## Werke (Auswahl)
- Melothesia (1673), eine Einführung zur Basso-Continuo-Begleitung am Cembalo, und eine Sammlung von Cembalosuiten und Einzelstücken von Locke und den folgenden Autoren: Christopher Preston, John Roberts, William Gregorie, William Hall, Robert Smith, John Banister, J. Moss, G. Diesner, William Thatcher.[2]

### Bühnenwerke
- 1653 Cupid and Death, Oper, Libretto von James Shirley
- 1656 The Siege of Rhodes, Oper, Stück von William Davenant
- 1674 The Tempest, Oper und Theatermusik, Libretto von Thomas Shadwell
- 1673 The Empress of Morocco, Oper, Libretto von Elkanah Settle
- 1675 Psyche, Oper, Text von Thomas Shadwell

### Anthems
- Audi, Domine, clamantes ad te
- Be thou exalted Lord
- Break, distracted heart
- Curtain Tune C-groot
- Descende caelo cincta sosoribus "The Oxford Ode"
- How doth the city sit solitary
- Jesu auctor clementie
- Lord, let me know my end
- O be joyful in the Lord, all ye lands
- Super flumina Babylonis

### Instrumentalmusik
Duos for two bass viols
- Zwei Suiten für zwei Bassgamben in d/D und c/C; Satzfolge: Fantazie - Fantazie - Courant - Fantazie - Fantazie - Sarabande

Consort of Two Parts (For Several Friends)
- Acht Suiten ohne Besetzungsangabe (wohl Diskant- und Bassgambe, Tasteninstrument) in den Tonarten g/G, B♭, d/D, e, F, a/A, c/C, d. - Satzfolge: Fantazie, Pavan, Ayre, Coranto, Saraband, Jigg, Ayre, Coranto, Saraband.

Little Consort of Three Parts
- Fünf Suiten für zwei Diskantgamben (Violinen) und Bassgambe in g, C, d, B♭, e. - Satzfolge: Pavane, Ayre, Courante, Sarabande.
- Fünf Suiten für Diskant-, Tenor-, Bassgambe in F, g/G, a, B♭, d/D – Satzfolge: Pavane, Ayre, Courante, Sarabande.

The Flat Consort for my Cousin Kemble
- Zwei Suiten für Diskant-, Tenor- und Bassgambe in c und g. - Satzfolge: Fantasy – Courante; Fantasy – Sarabande; Fantasy – Jigg.
- Drei Suiten für Diskantgambe (Violine) und 2 Bassgamben („Division Viols“) in d, B♭, a/A. - Satzfolge: Fantasy – Courante; Fantasy – Sarabande.

Broken Consort
- Sechs Suiten für 2 Diskantgamben (Violinen) und Bassgambe in g, G, C, C, d, D - Satzfolge: Fantasy, Courante, Are, Sarabande
- Vier Suiten für 2 Diskantgamben (Violinen) und Bassgambe in c/C, d/D, e, F. - Unregelmäßige Folge von Tänzen.

Consort of Fower Parts (dt. „Vierstimmiges Consort“)
- Sechs Suiten für Diskant-, Alt-, Tenor- und Bassgambe in d, d/D, F, F, g, G. - Satzfolge: Fantazie, Courante, Ayre, Saraband.